# ماريانا كونستانتين
ماريانا كونستانتين (بالرومانية: Mariana Constantin)‏ هي لاعبة جمباز فني رومانية، ولدت في 3 أغسطس 1960 في بلويشت في رومانيا.

## وصلات خارجية
- ماريانا كونستانتين على موقع أوليمبيديا (الإنجليزية)
- ماريانا كونستانتين على موقع اللجنة الأولمبية الرومانية (الرومانية)